# Безрук, Семён Фёдорович
Семён Фёдорович Безрук (17 апреля 1899 года — 13 января 1955 года) — советский военачальник, генерал-майор артиллерии (1941), участник Гражданской, советско-польской, советско-финской и Великой Отечественной войн.

## Биография
Семён Фёдорович Безрук родился 17 апреля 1899 года в городе Белополье (ныне — Сумская область Украины). В 1919 году был призван на службу в Рабоче-Крестьянскую Красную Армию. Участвовал в боях Гражданской и советско-польской войн. После её окончания продолжал службу на командных должностях. Принимал участие в советско-финской войне. С 1939 года возглавлял 2-й отдел Управления начальника артиллерии Красной Армии, одновременно будучи заместителем начальника артиллерии.
В сентябре 1941 года Безрук был назначен на должность командующего артиллерией 8-й армии. В период обороны Ленинграда проявил себя как грамотный руководитель артиллерийских соединений. Сумел организовать применение орудий в стрельбе прямой наводкой, разрушая и уничтожая огневые точки противника, скопления его боевой техники и живой силы. Армейская артиллерия под командованием генерала Безрука сыграла важную роль в операции по прорыву блокады Ленинграда в январе 1943 года и в последующих оборонительных сражениях. Сам он постоянно находился в частях, лично организовывая взаимодействие между артиллерией, пехотой и другими родами войск.
В сентябре 1943 года Безрук был назначен командующим артиллерией 55-й армии, а в 1944 году — командующим артиллерией 19-й армии. С боями дошёл от Ленинграда до Восточной Померании, неизменно умело организуя боевую работу подчинённых ему частей.
После окончания войны продолжал службу в Советской Армии, командовал артиллерией 13-й армии. Умер в Харькове 13 января 1955 года, похоронен на городском кладбище № 2.

## Награды
- Орден Ленина (21 февраля 1945 года);
- 3 ордена Красного Знамени (10 ноября 1941 года, 3 ноября 1944 года, 15 ноября 1950 года);
- Орден Кутузова 2-й степени (7 октября 1943 года);
- 2 ордена Суворова 2-й степени (2 ноября 1944 года, 10 апреля 1945 года);
- Орден Богдана Хмельницкого 1-й степени (31 мая 1945) — за умелое и мужественное руководство боевыми операциями и за достигнутые в результате этих операций успехи в боях с немецко-фашистскими захватчиками[1]
- Орден Красной Звезды (22 февраля 1938 года);
- Медали «За оборону Ленинграда», «За оборону Советского Заполярья» и другие медали.